# Remanzacco
Remanzacco (Remanzâs in friulano) è un comune italiano di 5 936 abitanti del Friuli-Venezia Giulia.

## Geografia fisica
Attraversata dai torrenti Torre, Malina e Grivò, si estende a est del capoluogo provinciale, nella zona centrale della provincia e nell’alta pianura friulana. Il territorio confina con Udine ad ovest, a nord con Povoletto e Faedis, ad est con Moimacco e Premariacco, a sud con Pradamano. Si trova sulla direttrice molto frequentata che porta da Udine a Cividale mediante la strada che passa attraverso il centro del capoluogo.

## Storia
Il nome del paese di Remanzacco, comune in provincia di Udine, deriva da un toponimo romano in -acu da Romatius o da Romanicius segno che il luogo era frequentato da popolazioni preromane celtiche. Con i romani, a partire dal primo secolo d.C., si registrò una crescita economica, grazie alla migliorata rete stradale e alla centuriazione della campagna, prima trasformazione del paesaggio dell'alta pianura friulana. Superato il periodo delle migrazioni e scorrerie barbariche, nel Medioevo fece parte dei possedimenti del patriarcato aquileiese, che la inserì nella gastaldia di Cividale del Friuli.
Remanzacco viene nominato in un documento per la prima volta nel 1192, seguì poi le vicende di Cividale, passando dai patriarchi di Aquileia alla Repubblica di Venezia nel 1420. Il paese faceva parte della gastaldia di Cividale amministrata in locale da una Vicìnia ma sotto la giurisdizione del Capitolo di Cividale. Nel 1321 la località viene citata per una controversia per la definizione di confini tra il comune ed alcuni signori dei luoghi vicini.
Qui il 1º agosto 1509 si combatté nei pressi delle campagne di Orzano uno scontro tra le truppe veneziane e un distaccamento dell'esercito austriaco, che assediava Cividale, che ebbe la meglio.
Fu nel 1811 che con la riforma francese dell'amministrazione alcune frazioni di Remanzacco storicamente legate a nobili castellani, Ziracco ed Orzano, entrarono a far parte del suo comune. Cerneglons legata a Udine e come parrocchia ad Orsaria fu aggregata nel 1818. Nel 1866 entrò a far parte del Regno d’Italia.
Per far fronte alla diffusione della pellagra sotto l'impulso del sindaco e medico del paese dott. Carlo Ferro e del parroco don Pietro Braidotti, l’8 maggio 1883 i capi famiglia riuniti costituiscono il Forno Rurale, forti di un contributo statale. Il forno sociale entrerà in funzione il 1º gennaio 1885, secondo in Friuli dopo quello di Pasian di Prato.
Tra il 1884 e il 1886 si completa la linea ferroviaria Udine-Cividale, che attraversa Remanzacco. Proprio su questa linea, il 22 novembre 1938 avviene un disastro ferroviario: crollano due arcate del ponte sul Torre, durante il passaggio di un treno viaggiatori. Precipitano nel torrente la locomotiva e tre carrozze, provocando la morte di 18 passeggeri e tre ferrovieri, ferendone 15, muore annegato un militare giunto a portare i primi soccorsi.

### Simboli
Lo stemma e il gonfalone sono stati concessi con decreto del presidente della Repubblica del 16 novembre 1962. Lo stemma si può blasonare: di rosso, alla banda d'oro, caricata di cinque stelle di cinque raggi d'azzurro, poste in sbarra. 
Il gonfalone è un drappo trinciato di rosso e di azzurro.

## Monumenti e luoghi d'interesse
Tra i monumenti significativi figurano:
La chiesa di San Giovanni Battista, ora chiesa parrocchiale di Remanzacco.
Posta dal 1535 sotto il nome di San Giovanni Battista con la dedicazione della chiesa (in precedenza la chiesa principale del paese potrebbe esser stata Santo Stefano) la sua prima notizia si trova nella bolla di Celestino III del 1192, in cui vengono riconosciuti i diritti del capitolo di Cividale del Friuli sulle chiese esistenti da almeno 40 anni.
I resti di insediamenti di epoca romana ritrovati a nord della chiesa di Santo Stefano (già attorniata dalle case di un borgo del primo Remanzacco) e il suo toponimo fatto risalire a un prediale (proprietà di un fondo rustico) legato al nome di Rematius, probabile legionario romano che qui aveva ottenuto la sua assegnazione fondiaria.
L’edificio originario è stato radicalmente ricostruito nel 1535, (ora nord sud, riorientato rispetto all'originale asse est-ovest), adattato a nuovo stile barocco nel Settecento. Conserva all'interno opere di una certa importanza. Del polittico di Bernardino Blaceo dipinto nel 1567 sono rimaste quattro tavole con i Ss. Stefano, Martino, Sebastiano e Rocco ora separate, che dimostrano, con i loro colori cangianti nel chiaroscuro e la bontà dell'impaginazione, le indubbie capacità del pittore.
Nella parete del coro “Ultima Cena” di Giuseppe Floreani (sec. XVI). Gli altari laterali contendono due pale di Francesco Chiarottini (1774) raffiguranti la Madonna con Bambino e i Ss. Silvestro, Floriano e Elena che ritrovano la croce. Notevole l'altare maggiore in marmo scolpito da Giuseppe Mattiussi (1785) con nel paliotto la Cena di Emmaus; le due statue laterali sono di Francesco Mattiussi (1801).
Gli intagli e il mobile in sacrestia si devono a Matteo Deganutti (sec. XVIII). Recentemente è stata ricavata nell'antisala della sacrestia una cappella per contenere l'altare di legno che era stato per oltre quattro secoli nella Chiesa tardo gotica di Santo Stefano, presso il cimitero. È attribuito a Giovanni Martini (1515), in collaborazione con Antonio Tironi, un ricco polittico a due ripiani contenente dieci stature lignee più sei di minore altezza dipinte e dorate abilmente. È uno dei pezzi più importanti dell'arte lignea friulana del primo Rinascimento.
Altri edifici significativi sono:
- Chiesa di Santo Stefano del XVI secolo
- Chiesa della Beata Vergine della Neve a Selvis
- Chiesa di Santa Maria Maddalena ad Orzano
- Museo Gino Tonutti (il museo raccoglie numerose macchine agricole dall'Ottocento fino ai nostri giorni).
- A Ziracco si trova, oltre alla parrocchiale, la cinquecentesca chiesetta di San Rocco e la villa Della Torre Valsassina, del Seicento, nel cui giardino si trova la piccola chiesa di San Ludovico re di Francia, risalente al XVIII secolo. Nella villa tre stanze sono affrescate, il salone (Caduta di Fetonte, prima meta del Settecento), lo studio-salotto (Gloria della Famiglia della Torre nel soffitto, del padovano Andrea Urbani, seconda metà del Settecento), la saletta da pranzo (sei Paesaggi di fantasia di Domenico Paghini, primo quarto secolo XIX).
- La Casa forte Bergum a nord della frazione di Ziracco. In una lapide murata nel perimetro dell’edificio si legge 1500. La proprietà passa di mano dai nobili Leale (provenienti dalla Val Brembana, nella provincia bergamasca e da cui il nome Bergum) definiti in una citazione del 1502 cives di Udine, nel 1748 a Beltrame Calderini; nel 1770 viene ceduta ai fratelli Giovanni Battista e Domenico Serafini. Oltre all'edificio padronale, databile al sec. XV, al secolo successivo appartengono le aperture ad arco del primo piano, un salone centrale passante in uno stile vicino al gotico. All'interno lacerti di affreschi, decorazioni e rappresentazioni grottesche. La torre trecentesca presenta alcune feritoie in funzione difensiva. Attualmente è un alloggio agrituristico.
- Nella Chiesa parrocchiale di Orzano, affresco nella navata di Domenico Paghini (inizio secolo XIX, ripassato e sconciato) e, nella sagrestia, una pala dell'udinese Leopoldo Zuccolo (Madonna con Bambino, fine secolo XVI Il), una di Francesco Zamolo di Venzone (Sacra Famiglia, 1741) ed una notevole Madonna con Bambino, in legno, ultimo resto dell'altare ligneo che nel 1508 l'intagliatore Antonio Tironi aveva scolpito per la chiesa.
- Chiesa di Santa Maria Maddalena ad Orzano (risalente al IV secolo e restaurata nel XIV secolo).
- Nella frazione di Cerneglons la chiesa, ricostruita su precedente nel 1911, è dedicata a San Lorenzo. Contiene affreschi di Francesco Barazzutti di Gemona. Notevoli sono alcune ville padronali. Villa Laura, già Prodolone, ha corpo centrale seicentesco a due piani con soffitta e due ali laterali. Villa Zoccolari, complesso padronale con corpo residenziale con annessi rustici; l'edificio, che risale al XVII secolo, era residenza di campagna della famiglia Brunelleschi, notai fiorentini in Udine. La terza villa è stata residenza padronale, poi collegio estivo, e conserva un alto muro merlato in pietra di valore storico. La fornace Juri, costruita nel 1911, è testimonianza di "archeologia industriale", chiusa nel 1962. Il ponte sul Torre, costruito nel 1978, unendo il paese a Pradamano, ha tolto il paese dai capricci delle piene del torrente.

Cerneglons, in qualità di testimone di una tradizione culturale e di uno stile architettonico unici, è stata candidata nel 2023 a far parte del Patrimonio dell'UNESCO.

## Società

### Evoluzione demografica
|                 | Maschi | Femmine | Totale |
| --------------- | ------ | ------- | ------ |
| fino a 14 anni  | 449    | 406     | 855    |
| da 15 a 64 anni | 2.014  | 1.959   | 3.973  |
| 65 anni e più   | 510    | 646     | 1.156  |
| totale          | 2.973  | 3.011   | 5.984  |
| stranieri       | 112    | 116     | 228    |

|               | 2001  | 2009  |   |
| ------------- | ----- | ----- | - |
| Famiglie      | 2.149 | 2.462 |   |
| Celibi/Nubili | 2.090 | 2.364 |   |
| Coniugati/e   | 2.815 | 2.988 |   |
| Separati/e    | 103   | -     | - |
| Divorziati/e  | 82    | 143   |   |
| Vedovi/e      | 457   | 489   |   |

|               | 1991 | 2001 | Variazione '91/'01 |
| ------------- | ---- | ---- | ------------------ |
| Industria     | 160  | 146  | -8,75 %            |
| Commercio     | 101  | 96   | -4,95 %            |
| Servizi       | 129  | 170  | 31,78 %            |
| Artigianato   | 140  | 157  | 12,14 %            |
| Istituzionali | 32   | 39   | 21,88 %            |

|             | 1990 | 2000 | Variazione '90/'00 |
| ----------- | ---- | ---- | ------------------ |
| Agricoltura | 392  | 280  | -28,57 %           |

Fonte: Istat
La popolazione con una minima variazione dall'unità d'Italia al 1961 (da 2850 abitanti a 3700) è cresciuta notevolmente negli ultimi cinquant'anni: un'immigrazione prima proveniente dai paesi periferici e da fuori regione, poi da altri Paesi e in uscita da Udine, ha mutato l'identità del paese. Abitanti censiti

### Lingue e dialetti
A Remanzacco, accanto alla lingua italiana, la popolazione utilizza la lingua friulana. Ai sensi della Deliberazione n. 2680 del 3 agosto 2001 della Giunta della Regione autonoma Friuli-Venezia Giulia, il Comune è inserito nell'ambito territoriale di tutela della lingua friulana ai fini della applicazione della legge 482/99, della legge regionale 15/96 e della legge regionale 29/2007.
La lingua friulana che si parla a Remanzacco rientra fra le varianti appartenenti al friulano centro-orientale.

## Cultura e associazioni
L'Associazione Friulana di Astronomia e Meteorologia (AFAM), ha dedicato a questo comune l'asteroide 1997 VC1 = (27985) Remanzacco, scoperto dai soci di codesto sodalizio in data 2 novembre 1997.
Dal 2008 si festeggia un torneo dei borghi che vede affrontarsi 8 diverse borgate: Bovolârs, Cerneglons, Macilârs, Magrêts, Narasclêt, Orzano, Selvis, Ziracco. La festa del Patrono, San Giovanni Battista, si celebra il 24 giugno.

## Geografia antropica
La struttura insediativa è costituita da borghi compatti e distanziati abbastanza ben conservati in cui è ancora presente una tipologia architettonica tradizionale. Da citare l’area della Roggia Cividina e i suoi manufatti residuali (mulini, farie) che rientra nella perimetrazione dell’area di pregio naturalistico-paesaggistico. Notevoli sono anche le aree magredili, i prati stabili, le alberature di gelsi e i manufatti minori tradizionali, come ad esempio i muri di sasso. La forte presenza umana ed un'agricoltura di tipo estensivo hanno determinato un assetto del paesaggio in cui gli elementi naturali sono relegati nelle zone perimetrali, lungo le viabilità minori e i corsi d'acqua, Torre e Malina coi suoi affluenti, sono i polmoni verdi di questo territorio.
Remanzacco prima della recente diffusione urbanistica si sviluppava lungo gli assi viari che l'attraversano ed era caratterizzato da edifici rustici a formare ampie corti interne. Ora vi sono zone di recente urbanizzazione soprattutto a nord est e a sud ovest.
Remanzacco è interessato anche dalla corrente di traffico di chi da nord, dalla zona a nord di Udine, vuole andare a sud est lungo la nuova circonvallazione est di Udine. Il territorio si estende per 31 km² con una densità di 199,60 abitanti al chilometro.
Oggi Remanzacco fa parte del mandamento di Cividale del Friuli e comprende le frazioni di Cerneglons, Orzano, Ziracco e Selvis. Altre località: Battiferro, Molini, Casali Della Roggia, Casali Magnis, Casali Propetto, Casali Maniassi Tedeschi, Marsura Gugliola.

## Economia
Fino al 1976 la vocazione agricola era preminente poi, a poco a poco, è diventato un paese principalmente residenziale. L’agricoltura, favorita dalla caratteristiche del terreno, si basa sulla produzione di cereali, ortaggi, foraggi, uve e frutta; è praticato anche l’allevamento di bovini e suini. L’industria, che assicura ottime possibilità di occupazione, è costituita da aziende operanti nei comparti metalmeccanico, del legno, dei materiali da costruzione, della tipografia. È presente il servizio bancario; una rete commerciale nella zona a ovest del capoluogo. È presente un asilo nido, scuole dell'infanzia, primaria e secondaria di primo livello; si può usufruire di una biblioteca comunale per l’arricchimento culturale. Le strutture ricettive offrono possibilità di ristorazione e anche di soggiorno. Nel 1990 le aziende agricole erano 392, nel 2000 sono scese a 280, dimezzate a 140 nel 2010 e di queste, molte poco più che simboliche. Un processo di razionalizzazione delle aziende agricole inevitabile ma che segna anche un abbandono della terra da parte dei giovani. Le coltivazioni interessano circa 2000 ettari; di questi l'84% è a seminativo, 1,4% a prato, il 7,3% a legno e bosco, il 3,6% a vite e frutteto. Le principali colture sono mais, soia, frumento e orzo, vite e colture da olio (colza e girasole).

## Infrastrutture e trasporti
Il comune è servito dall'omonima stazione con il servizio della ferrovia Udine-Cividale.

## Amministrazione

### Sindaci dal 1995
| Periodo        | Periodo        | Primo cittadino    | Partito      | Carica  | Note |
| -------------- | -------------- | ------------------ | ------------ | ------- | ---- |
| 23 aprile 1995 | 13 giugno 1999 | Arnaldo Scarabelli | Lista civica | Sindaco |      |
| 13 giugno 1999 | 13 giugno 2004 | Arnaldo Scarabelli | Lista civica | Sindaco |      |
| 13 giugno 2004 | 7 giugno 2009  | Dario Angeli       | Lista civica | Sindaco |      |
| 7 giugno 2009  | 25 maggio 2014 | Dario Angeli       | Lista civica | Sindaco |      |
| 25 maggio 2014 | 26 maggio 2019 | Daniela Briz       | Lista civica | Sindaco |      |
| 26 maggio 2019 | 3 aprile 2023  | Daniela Briz       | Lista civica | Sindaco |      |
| 3 aprile 2023  | in carica      | Daniela Briz       | Lista civica | Sindaco |      |

### Gemellaggi
- Rangersdorf